# Kaj af Ekström
Kaj af Ekström (Forshaga, 24 marzo 1899 – Stoccolma, 7 febbraio 1943) è stato un pattinatore artistico su ghiaccio svedese. Ha vinto due medaglie di bronzo al Campionato mondiale, nel 1923 e nel 1924, pattinando insieme a Elna Henrikson.

## Palmarès

### Individuale maschile
| Evento                       | 1920 | 1921 | 1922 | 1923 | 1924 |
| ---------------------------- | ---- | ---- | ---- | ---- | ---- |
| Campionati europei           |      |      |      | 4°   |      |
| Campionati nazionali svedesi | 3°   | 2°   | 3°   | 3°   | 1°   |

### Coppie
Con Elna Henrikson
| Evento                       | 1921 | 1922 | 1923 | 1924 |
| ---------------------------- | ---- | ---- | ---- | ---- |
| Campionati mondiali          |      |      | 3°   | 3°   |
| Campionati nazionali svedesi | 1°   | 2°   | 1°   | 1°   |

Con Ragnvi Torslow
| Evento                       | 1918 | 1919 | 1920 |
| ---------------------------- | ---- | ---- | ---- |
| Campionati nazionali svedesi | 2°   | 2°   | 1°   |